# LOST (第2シーズン)
テレビドラマシリーズ『LOST』の第2シーズンは、アメリカ合衆国及びカナダで2005年9月21日から2006年5月24日までに計24話が放送された。第2シーズンの物語は飛行機墜落から44日目より始まる。製作側は第1シーズンは生存者たちの紹介、第2シーズンは彼らが発見した「ハッチ」ことダーマ・イニシアティブについての物語だと述べている。
第2シーズンはアメリカ合衆国では水曜の午後9時より放送された。レギュラー放送24話（各約42分）に加え、3つの総集編が本編前に放送された。初回の前に「Destination Lost」、第10話の前に「Lost: Revelation」、20話の前に「Lost: Reckoning」である。2006年9月5日にブエナ・ビスタ・ホーム・エンターテインメントより7枚組のDVDボックスセット『Lost: The Complete Second Season – The Extended Experience』が発売された。

## スタッフ
第2シーズンはタッチストーン・テレビジョン（現在のABCスタジオ）、バッド・ロボット・プロダクションズ、グラス・スカート・プロダクションズが製作し、アメリカ合衆国ではABCが放送した。エグゼクティブ・プロデューサーは企画者のJ・J・エイブラムスとデイモン・リンデロフの他、ブライアン・バーク、ジャック・ベンダー、カールトン・キューズが務めた。スタッフライターはリンデロフ、キューズの他、共同エグゼクティブ・プロデューサーのスティーヴン・マエダ、スーパーバイジング・プロデューサーのハビエル・グリロ＝マルクスアチ、エドワード・キッツィス、アダム・ホロウィッツ、レオナルド・ディック、ジェフ・ローブ、クレイグ・ライト、プロデューサーのエリザベス・サーノフ、クリスティーナ・M・キムが務めた。レギュラー監督はベンダー、プロデューサーのスティーヴン・ウィリアムズ、カメラオペレーターのポール・エドワーズ、エリック・ラニューヴィルが務めた。リンデロフとキューズがショーランナーを務めた。

## キャスト
第2シーズンのメインキャストは15人であり、そのうち12人が第1シーズンからの続投である。マシュー・フォックスは生存者グループのリーダーであるジャック・シェパード医師を演じた。テリー・オクィンは「信仰の人」のジョン・ロックを演じた。ホルヘ・ガルシアはコミックリリーフ的役割の不幸で精神不安定な億万長者であるヒューゴ・"ハーリー"・レイエスを演じた。ジョシュ・ホロウェイは詐欺師のジェームズ・"ソーヤー"・フォード、エヴァンジェリン・リリーは逃亡者のケイト・オースティンを演じた。ミシェル・ロドリゲスは後部座席側の生存者のリーダーである警察官のアナ・ルシア・コルテスを演じた。ダニエル・デイ・キムは英語が喋れないジンスー・クォン、キム・ユンジンはその妻で英語が喋れるサンファ・クォンを演じた。ナヴィーン・アンドリュースは元イラク共和国防衛隊のサイード・ジャラーを演じた。ドミニク・モナハンは麻薬中毒で元ロックスターのチャーリー・ペースを演じた。シンシア・ワトロスは後部座席側の生存者のリビーを演じた。アドウェール・アキノエ＝アグバエは麻薬密売人から神父に転身したミスター・エコーを演じた。エミリー・デ・レイヴィンは新たに母親となったクレア・リトルトンを演じた。ハロルド・ペリノー・ジュニアは息子を他のものたちに奪われたマイケル・ドーソンを演じた。マギー・グレイスは義兄のブーンの死から立ち直ったシャノン・ラザフォードを演じた。
マイケルの息子のウォルト・ロイドを演じたマルコム・デヴィッド・ケリーは出演回のみメインキャスト扱いである。元メインキャストであるイアン・サマーホルダーはブーン・カーライル役で特別ゲスト出演した。
第2シーズンでは多数のゲスト出演者が存在する。マイケル・エマーソンは生存者たちから他のものたちの仲間ではないかと疑われるヘンリー・ゲイルと名乗る男を演じた。L・スコット・コードウェルは引き続いてローズ・ヘンダーソン、サム・アンダーソンはその夫のバーナード・ナドラーを演じた。「墜落」に出演したキンバリー・ジョセフは引き続いてシンディを演じた。ヘンリー・イアン・キュージックは3年間にわたってハッチの中に住んでいたデズモンド・ヒュームを演じた。M・C・ゲイニーは他のものたちの一員であるトム・フレンドリー、タニア・レイモンドはアレックス・ルソーを演じた。ジョン・テリーはフラッシュバックでジャックの父親のクリスチャン・シェパードを演じた。フランソワ・チャウはダーマ・イニシアティブのビデオに登場する人物を演じた。クランシー・ブラウンはデズモンドをハッチに引き入れたケルヴィン・インマンを演じた。ケイティ・セイガルはロックの恋人であるヘレンを演じた。

## 評価
第58回プライムタイム・エミー賞では9部門にノミネートされたが無冠に終わった。カールトン・キューズとデイモン・リンデロフは「詩篇23章」でドラマシリーズ脚本賞、ジャック・ベンダーは「Live Together, Die Alone」によりドラマシリーズ監督賞にノミネートされた。ヘンリー・イアン・キュージックはドラマシリーズゲスト男優賞にノミネートされた。マイケル・ボンヴィレインは「闇の底」によりシングルカメラシリーズ撮影賞にノミネートされた。他にドラマシリーズ・シングルカメラ作品編集賞で2枠、ドラマシリーズキャスティング賞、シリーズ作品シングルカメラ音響賞、シリーズ作品特殊視覚効果賞でそれぞれ1枠ずつノミネートされた。
第63回ゴールデングローブ賞ではドラマシリーズ作品賞を獲得した。他にマシュー・フォックスがドラマシリーズ主演男優賞、ナヴィーン・アンドリュースがテレビ助演男優賞にノミネートされた。
DVDセットは発売初週にチャートで1位となり、また初日だけで50万セットを売り上げた。シーズン初回はアメリカ合衆国ではシリーズ最高となる2347万人の視聴者を獲得した。シーズン平均では1891万人となった。

## エピソード
| № | #     | タイトル                                           | 監督                       | 脚本                                                    | 特集 キャラクター      | 放送日         | 合衆国 視聴者数 （百万人） |
| --- | ----- | -------------------------------------------------- | -------------------------- | ------------------------------------------------------- | ---------------------- | -------------- | -------------------------- |
| 26 | 1     | "闇の底" "Man of Science, Man of Faith"            | ジャック・ベンダー         | デイモン・リンデロフ                                    | ジャック               | 2005年9月21日  | 23.47                      |
| ジャック、ケイトとロックはハッチを調査し、内部で生活しているデズモンドを発見する。シャノンはジャングルでヴィンセントを探していると、居ないはずのウォルトの姿を目にする。フラッシュバックでは、ジャックは後に妻となるサラを治療し、またデズモンドと知り合う。 |       |                                                    |                            |                                                         |                        |                |                            |
| 27 | 2     | "漂流" "Adrift"                                    | スティーヴン・ウィリアムズ | スティーヴン・マエダ & レオナルド・ディック             | マイケル               | 2005年9月28日  | 23.17                      |
| マイケルとソーヤーは漂流の末、どこかの海岸にたどり着く。上陸すると2人はジンと再会し、彼らは他のものたちと思われる集団に遭遇する。ハッチでは、デズモンドがロックにハーリーが宝くじを当てた数字と同じものをコンピュータに打ち込ませる。フラッシュバックでは、マイケルがウォルトの母親に2歳のウォルトの親権を放棄する。 |       |                                                    |                            |                                                         |                        |                |                            |
| 28 | 3     | "信じる者" "Orientation"                           | ジャック・ベンダー         | ハビエル・グリロ＝マルクスアチ & クレイグ・ライト       | ロック                 | 2005年10月5日  | 22.38                      |
| ジャックとロックはハッチが島の電磁異常を制御しており、そしてこの施設が科学研究機関「ダーマ・イニシアティブ」によって1970年代に造られたステーションであることを知る。マイケル、ソーヤー、ジンは監禁され、そして彼らの正体が815便後部座席の生存者であることを知る。フラッシュバックでは、父の問題に苦しむロックがヘレンという女性に助けられる。 |       |                                                    |                            |                                                         |                        |                |                            |
| 29 | 4     | "憂鬱な仕事" "Everybody Hates Hugo"                | アラン・テイラー           | エドワード・キッツィス & アダム・ホロウィッツ           | ハーリー               | 2005年10月12日 | 21.66                      |
| 後部座席の生存者たちは、マイケル、ソーヤー、ジンを放棄された別のダーマ・ステーションに連れて行く。ハーリーはハッチ内の食品を管理する仕事を任される。クレアとシャノンはいかだからのメッセージ・ボトルを発見する。フラッシュバックでは、ハーリーは宝くじを当てて彼の仕事を辞めた後、親友と不仲になってしまう。 |       |                                                    |                            |                                                         |                        |                |                            |
| 30 | 5     | "探しもの" "...And Found"                          | スティーヴン・ウィリアムズ | カールトン・キューズ & デイモン・リンデロフ             | サン & ジン            | 2005年10月19日 | 21.38                      |
| マイケルはウォルトを探しに行き、ジンとミスター・エコーがその後を追い、他のものたちを見かける。サンは失くした結婚指輪を探す。フラッシュバックは、サンとジンが出会うまでが描かれる。 |       |                                                    |                            |                                                         |                        |                |                            |
| 31 | 6     | "さまよう者" "Abandoned"                           | アダム・デヴィッドソン     | エリザベス・サーノフ                                    | シャノン               | 2005年11月9日  | 20.01                      |
| シャノンはウォルトが島に居ると考え、彼を探しに行く。ソーヤーは先日の銃傷により限界が近づいていた。アナ・ルシアと他の後部座席側生存者はマイケル、ジン、ソーヤーのキャンプに移動する。アナ・ルシアはシャノンを他のものと誤解し、射殺してしまう。フラッシュバックでは、父が亡くなり、金に困るシャノンが描かれる。 |       |                                                    |                            |                                                         |                        |                |                            |
| 32 | 7     | "知られざる48日" "The Other 48 Days"               | エリック・ラニューヴィル   | デイモン・リンデロフ & カールトン・キューズ             | 後部座席側の生存者たち | 2005年11月16日 | 21.87                      |
| 墜落後から48日目までの後部座席側の生存者の動向が描かれる。初日の夜から他のものたちの襲撃を受け、ダーマ・ステーションへの避難を余儀なくされ、マイケルたちと出会い、前方組のキャンプへ向かう途中にシャノンと出会い、アナ・ルシアが誤射する。 |       |                                                    |                            |                                                         |                        |                |                            |
| 33 | 8     | "復讐" "Collision"                                 | スティーヴン・ウィリアムズ | ハビエル・グリロ＝マルクスアチ & レオナルド・ディック   | アナ・ルシア           | 2005年11月23日 | 19.29                      |
| ミスター・エコーはソーヤーを治療してもらうためにハッチまで運ぶ。シャノンの死によりアナ・ルシアとサイードの間に亀裂が生まれる。フラッシュバックでは、警官時代のアナ・ルシアが身ごもっていた胎児を殺した犯人の男を射殺する。 |       |                                                    |                            |                                                         |                        |                |                            |
| 34 | 9     | "彼女の事情" "What Kate Did"                       | ポール・エドワーズ         | スティーヴン・マエダ & クレイグ・ライト                 | ケイト                 | 2005年11月30日 | 21.54                      |
| アナ・ルシアはシャノンの葬儀に出席することを拒否し、ケイトは負傷中のソーヤーを看病する。ロックとミスター・エコーはオリエンテーション映画の欠けていた部分を発見し、コンピュータを通信に使ってはいけないことを知る。マイケルがコンピュータの前で座っているとそこへウォルトと名乗る人物からのメッセージが届く。フラッシュバックでは、ケイトが追われる理由が明かされる。ケイトは虐待的だった養父を殺害するが、後にそれが実父だったことを知る。 |       |                                                    |                            |                                                         |                        |                |                            |
| 35 | 10    | "詩篇23章" "The 23rd Psalm"                        | マット・アール・ビーズレイ | カールトン・キューズ & デイモン・リンデロフ             | ミスター・エコー       | 2006年1月11日  | 20.56                      |
| チャーリーはミスター・エコーに頼まれて彼を麻薬密輸業者の飛行機へ連れてゆく。飛行機の近くでミスター・エコーの弟の遺体が発見される。チャーリーは以前に飛行機からヘロインが入っていた彫像持ち出していたことがばれ、クレアからの信頼を失う。フラッシュバックでは、ミスター・エコーかつてナイジェリアの麻薬密売組織のメンバーであり、弟を死に追いやってしまったことが明かされる。 |       |                                                    |                            |                                                         |                        |                |                            |
| 36 | 11    | "境界線" "The Hunting Party"                       | スティーヴン・ウィリアムズ | エリザベス・サーノフ & クリスティーナ・M・キム          | ジャック               | 2006年1月18日  | 19.13                      |
| マイケルは生存者グループを離れて1人でウォルトを探しに出かける。ジャック、ロック、ソーヤーはマイケルを追跡するがジャングルの中で他のものたちに遭遇する。他のものたちはケイトを人質に取ると、ジャック、ロック、ソーヤーが武器を捨てて帰ることに合意し、彼女は解放された。ビーチに戻ったジャックはアナ・ルシアに軍隊を作る話を持ちかける。フラッシュバックでは、ジャックが妻と別れるまでが描かれる。 |       |                                                    |                            |                                                         |                        |                |                            |
| 37 | 12    | "天使の言葉" "Fire + Water"                        | ジャック・ベンダー         | エドワード・キッツィス & アダム・ホロウィッツ           | チャーリー             | 2006年1月25日  | 19.05                      |
| チャーリーはアーロンが命の危険に晒される夢を見て、洗礼をする必要があると考えて行動する。クレアはチャーリーがまた薬物を使用としていると考えて嫌悪し、またロックはチャーリーからヘロイン入の像を奪ってハッチの中へ移す。フラッシュバックでは、バンドが一発屋に終わったチャーリーがかつての名声を取り戻そうとする。 |       |                                                    |                            |                                                         |                        |                |                            |
| 38 | 13    | "詐欺の手口" "The Long Con"                        | ロクサン・ドースン         | スティーヴン・マエダ & レオナルド・ディック             | ソーヤー               | 2006年2月8日   | 18.74                      |
| サンが何者かによって襲われると、ジャック、ロック、ケイト、アナ・ルシアは銃を巡って争う。だがそれは、銃を独占したいソーヤーとロックに一泡吹かせたいチャーリーによって仕組まれた事件だった。フラッシュバックでは、ソーヤーがだんだんと情を移した女をしぶしぶながら騙す。 |       |                                                    |                            |                                                         |                        |                |                            |
| 39 | 14    | "捕らえられた男" "One of Them"                     | スティーヴン・ウィリアムズ | デイモン・リンデロフ & カールトン・キューズ             | サイード               | 2006年2月15日  | 18.20                      |
| ルソーは他のものたちの1人であると思われる男を捕獲し、サイードに渡す。サイードは「ヘンリー・ゲイル」と名乗るその男を拷問し、情報を引き出そうとする。フラッシュバックでは、初めて拷問をするサイードが描かれる。 |       |                                                    |                            |                                                         |                        |                |                            |
| 40 | 15    | "記憶の扉" "Maternity Leave"                       | ジャック・ベンダー         | ドーン・ランバートセン・ケリー & マット・ラッギアンティ | クレア                 | 2006年3月1日   | 16.43                      |
| アーロンは熱を出してしまい、クレア、ケイト、ルソーは治療の手がかりを探すために以前クレアが監禁されていたダーマの医療ステーションへ行く。ジャックとロックはヘンリーの処遇を巡って議論する。クレアはイーサンに監禁された後、ルソーとその娘のアレックスの助けによって脱出したことを思い出す。 |       |                                                    |                            |                                                         |                        |                |                            |
| 41 | 16    | "秘密" "The Whole Truth"                           | カレン・ガヴィオラ         | エリザベス・サーノフ & クリスティーナ・M・キム          | サン                   | 2006年3月22日  | 15.30                      |
| アナ・ルシア、サイード、チャーリーはヘンリーの気球を探しに行く。サンは自分が妊娠していることに気づく。フラッシュバックでは、サンはジンが不妊であることを知る。 |       |                                                    |                            |                                                         |                        |                |                            |
| 42 | 17    | "封鎖" "Lockdown"                                  | スティーヴン・ウィリアムズ | カールトン・キューズ & デイモン・リンデロフ             | ロック                 | 2006年3月29日  | 16.21                      |
| ロックは扉に挟まれて身動きが取れなくなり、コンピュータへの番号入力をヘンリーに頼む。アナ・ルシア、サイード、チャーリーは気球探しから戻り、本物の「ヘンリー・ゲイル」は既に死んでいることを明かす。フラッシュバックでは、ロックは父親との関係を断つことができず、ヘレンと別れることになる。 |       |                                                    |                            |                                                         |                        |                |                            |
| 43 | 18    | "再会" "Dave"                                      | ジャック・ベンダー         | エドワード・キッツィス & アダム・ホロウィッツ           | ハーリー               | 2006年4月5日   | 16.38                      |
| ハーリーはジャングルで幻覚の友人「デイブ」を追いかける。ヘンリーは先日実は数字を入力しなかったとロックに言う。フラッシュバックでは精神病時代のハーリーが描かれ、またリビーが同じ施設に入居していたことが明かされる。 |       |                                                    |                            |                                                         |                        |                |                            |
| 44 | 19    | "救済の地" "S.O.S."                                | エリック・ラニューヴィル   | スティーヴン・マエダ & レオナルド・ディック             | ローズ & バーナード    | 2006年4月12日  | 15.68                      |
| バーナードはS.O.S.メッセージを作ろうとするが、ローズは島のおかげで自分の癌を治したと考え、島に残りたいことを明かすと、作業を止める。ジャックとケイトはウォルトとヘンリーを交換する取引を他のものたちに持ちかけるためにジャングルを進み、マイケルと再会する。ロックは島への信仰を失いかける。フラッシュバックでは、ローズとバーナードの出会いからオーストラリアでの新婚旅行までが描かれる。 |       |                                                    |                            |                                                         |                        |                |                            |
| 45 | 20    | "一丁の銃" "Two for the Road"                      | ポール・エドワーズ         | エリザベス・サーノフ & クリスティーナ・M・キム          | アナ・ルシア           | 2006年5月3日   | 15.56                      |
| 戻ってきたマイケルは他のものたちが実質無防備であるという情報を伝える。ハーリーはリビーをサプライズ・デートに誘おうとする。ハッチでマイケルはアナ・ルシアとリビーを撃ち、ヘンリーを解放する。フラッシュバックでは、オーストラリアでジャックの父のボディガードを務めるアナ・ルシアが描かれる。 |       |                                                    |                            |                                                         |                        |                |                            |
| 46 | 21    | "死者の伝言" "?"                                   | デラン・サラフィアン       | デイモン・リンデロフ & カールトン・キューズ             | ミスター・エコー       | 2006年5月10日  | 16.35                      |
| ミスター・エコーとロックはビデオで他のステーションを監視している別のダーマ・ステーションを発見する。アナ・ルシアは死亡し、リビーも治療の甲斐なく息絶える。フラッシュバックでは、オーストラリアで神父として奇跡を調査するエコーが描かれる。 |       |                                                    |                            |                                                         |                        |                |                            |
| 47 | 22    | "隠された取引" "Three Minutes"                     | スティーヴン・ウィリアムズ | エドワード・キッツィス & アダム・ホロウィッツ           | マイケル               | 2006年5月17日  | 14.67                      |
| マイケルはジャック、ケイト、ソーヤー、ハーリーだけがウォルトの救出についてくるように説得する。アナ・ルシアとリビーの葬式の前にサイードはマイケルが他のものたちに命令されているという疑惑をジャックに話す。サンは海の向こうからヨットがやってくるのを目撃する。フラッシュバックでは、ウォルトを探しに出かけた後のマイケルが描かれる。彼は他のものたちに捕まり、ウォルトを解放することと引き換えにヘンリーを逃がし、さらにジャック、ケイト、ソーヤー、ハーリーを連れて来るように命じられる。 |       |                                                    |                            |                                                         |                        |                |                            |
| 48–49 | 23–24 | "旅路の果て / 破滅の刻" "Live Together, Die Alone" | ジャック・ベンダー         | カールトン・キューズ & デイモン・リンデロフ             | デズモンド             | 2006年5月24日  | 17.84                      |
| ボートに乗っていたのはデズモンドである。マイケルはジャック、ケイト、ソーヤーとハーリーを他のものたちが待つ罠へと誘い込む。他のものたちのリーダーと思われるヘンリーはハーリーを開放し、ジャック、ケイト、ソーヤーを捕虜にする。マイケルとウォルトはボートに乗って島を去る。デズモンドはコンピュータへの数値入力が遅れたために815便の墜落を引き起こしたのだと確信する。ロックは数字の入力作業の中止を決め、コンピュータを壊す。フラッシュバックでは、ヨットで旅に出たデズモンドが島に漂着し、ケルヴィンという男とハッチに住むことになるが、後に誤って殺してしまう。エピローグでペニー・ウィドモアの部下の科学者が島を発見する。 |       |                                                    |                            |                                                         |                        |                |                            |

## ホームメディア発売
第2シーズンを収めたワイドスクリーンの7枚組リージョン1DVDボックス『Lost: The Complete Second Season – The Extended Experience'』は2006年9月5日に発売された。全エピソードの他、コメンタリー、メイキング、削除されたシーン、各キャラクターの繋がりを説明した「Lost Connections」などが収録された。2009年6月16日にはBlu-ray版が発売された。
| Lost: The Complete Second Season – The Extended Experience |                |               |               |               |               |
| 発売日                                                     |                |               |               |               |               |
| アメリカ合衆国 カナダ                                      | オーストラリア | 日本          | イギリス      | イギリス      | イギリス      |
| アメリカ合衆国 カナダ                                      | オーストラリア | 日本          | Part 1        | Part 2        | コンプリート  |
| 2006年9月5日                                               | 2006年10月4日  | 2007年3月21日 | 2006年7月17日 | 2006年10月4日 | 2006年10月4日 |